# 湖南省兒童鉛中毒案
湖南省儿童铅中毒案发生于中国湖南省武冈市。因武冈市精炼锰加工厂污染导致数十名农村地区儿童血液中铅含量超标，居民中出现恐慌和愤怒情绪。舆论高度关注中国农村和边远地区的工业污染危害。仅2009年7月以来，就发生了湖南武冈市血铅超标，以及陕西省凤翔县六百多名儿童血铅超标的两起污染纠纷事件。
2009年7月，武冈市文坪镇一些村民的小孩在医院检查中发现血铅浓度超标，引发附近村民恐慌。英文《中国日报》引述武冈横江村村民说，8月8日晚，約千名居民和約200名政府官員和警察曾發生對峙，村民指當局對村民要求工廠賠償醫藥費的要求置之不理。據村民描述，他們還憤怒地推翻了一輛警車。南方都市报说，当地儿童家长非常愤怒，在多次上访得不到当局重视的情况下，村民一度在公路上设置路障后才引起当地政府的重视。政府后来出资，租用车辆，将儿童送到长沙职业病防治所接受检查。不过，政府在采取上述措施的同时，要求不得将此事外传。
武冈市人民政府发出通告称，"坐落在文坪镇横江村内的武冈市精炼锰加工厂违法生产、超标排铅"，市政府已依法予以关闭。市政府出资让污染源企业附近的横江、双江、宏顺、石井4个村14岁以内的儿童进行免费检查，对达到中度中毒的儿童开展治疗。截至8月18日，检测近两千名儿童中，其中1354名儿童的血铅含量“疑似超标”，38名儿童为高铅血症者，轻度中毒儿童28名，中度铅中毒儿童17名。
涉案两名企业主管被刑事拘留，还有一名涉嫌人员正在被警方追捕。

## 居民中的质问
一位文坪镇居民对美国之音说，许多民众质问，这样的企业为什么能够允许经营。她说：“原来肯定化学成分比较高，肯定有一定的影响，没有达到标准，既然如此，怎么允许它开呢？现在是已经停产了，已经关闭了。”这位居民说，类似这家锰况厂的污染情况在当地可能还有。她说：“在这边，这些厂在其他乡镇也有这样的情况，其他乡镇还没有去检查，或是说，没有确认。”这位当地居民说，他们那里包括煤矿在内的矿井很多 ，几乎每隔一百米就有一个。

## 居民中的恐慌
当地居民听到儿童铅中毒以及非法经营的矿井确实存在后忧心忡忡。这位女士首先问，铅中毒会不会影响怀孕妇女。她说：“对胎儿有影响啊？那怎么检查呢？”

## 中国媒体揭露污染事件
中国媒体近来对工业污染造成的健康公害报道很多，新华社主办的经济参考，英文中国日报，南方都市报均有报道。这次铅中毒事件曝光后，湖南武冈市政府网等也发布了消息。
湖南省武冈的居民对美国之音说，陕西省儿童铅中毒事件给了他们启示：“我们这里的人可能就是看电视，看到陕西那边有10多个小孩严重中毒，我们这里的人才意识到这种问题，以前从来没有，这个厂也开了一两年啦，从来没有人去在意这个问题。肯定是看电视得到的消息，否则，乡下的人怎么能够知道这个事情呢？”